# Marcin Stanisław Stolarski
Marcin Stanisław Stolarski (ur. 20 lipca 1976 w Warszawie) – polski inżynier kosmiczny oraz dokumentalista i popularyzator nauki. Doktor inżynier z zakresu telekomunikacja. Jest autorem programów dokumentalnych i popularnonaukowych na temat powstawania pierwszych polskich satelitów kosmicznych: PW-Sat, Lem (satelita), Heweliusz (satelita).

## Praca naukowa
W 1995 roku ukończył III Liceum Ogólnokształcące im. gen. Józefa Sowińskiego w Warszawie. Stopień naukowy doktora uzyskał w 2010 na Politechnice Warszawskiej. Będąc studentem realizował takie projekty kosmiczne jak ESEO czy PW-Sat. Aktualnie pracuje w firmie RocketLab jako inżynier radiowy współtworząc systemy radiokomunikacyjne dla rakiety Electron. Jako pracownik Creotech Instruments S.A. budował satelity kosmiczne w projektach takich jak SAT-AIS-PL. Jest autorem koncepcji platformy satelitarnej HyperSat ufundowanej kwotą 15 mil PLN przez Narodowe Centrum Badań i Rozwoju. Wcześniej w Centrum Badań Kosmicznych PAN był kierownikiem systemu komunikacji w projekcie pierwszych polskich satelitów naukowych BRITE-PL ufundowanej przez Ministerstwo Nauki i Szkolnictwa Wyższego. W roku 2013 został również laureatem w konkursie organizowanym przez Ministerstwo Nauki i Szkolnictwa Wyższego - Top 500 Innovators i wyjechał na dwumiesięczne studia biznes i innowacje na uniwersytet w Berkeley USA. Jego specjalnością są satelitarne systemy telekomunikacyjne, w szczególności segment naziemny do komunikacji z satelitami kosmicznymi.

## Realizacja projektów kosmicznych
- ESEO - projektant komputera pokładowego.
- YES2 - kierownik zespołu mobilnej stacji naziemnej oraz zespołu odzyskania lądownika.
- PW-Sat - kierownik budowy stacji naziemnej
- Galileo (system nawigacyjny) - programista systemu synchronizacji czasu dla stacji naziemnych.
- Lem (satelita) - kierownik zespołu komunikacji radiowej i budowy stacji naziemnej.
- Heweliusz (satelita) - kierownik zespołu komunikacji radiowej i budowy stacji naziemnej.
- Solar Orbiter - projektant czujnika słońca.
- SACC[2]- autor koncepcji i kierownik zespołu nadajnika satelitarnego.
- SAT-AIS-PL[3] - kierownik zespołu komunikacji radiowej.
- HyperSat[4] - autor koncepcji i kierownik badań i rozwoju projektu.
- Jupiter Icy Moons Explorer - projektant testów systemu zasilani satelity.

## Działalność popularyzatorska
W ramach działalności popularyzatorskiej prowadzi własny kanał (Inżynieriada) w serwisie YouTube oraz Facebook. Bierze udział, jako organizator, w takich popularyzatorskich przedsięwzięciach jak zawody europejskich łazików marsjańskich (ERC), AstroBot, Akademia Misia Haribo, projekt Pan Stanisław, gdzie wraz z uczniami gimnazjum w Lęborku budował małego satelitę, CANduino czyli otwartej platformy edukacyjnej CANsat do eksperymentów w stratosferze. W roku 2013 został laureatem konkursu popularyzatorskiego FameLab, a w roku 2014 został rzecznikiem nauki, udowadniając swoje kompetencje popularyzatorskie. Jest częstym gościem w telewizji (TVP, POLSAT, TVN) oraz radiu (TokFM, RDC, PR), gdzie opowiada o budowie świata i skomplikowanych regułach sił natury nim rządzących. W roku 2015 wystąpił jako prowadzący program popularnonaukowy Potyczki Naukowców w kanale TV PLANET+.

## Występy autorskie w programach RTV
- PLANET+ - Potyczki Naukowców (jako współprowadzący program, 2015)[5]
- TVP1 - Świat się kręci[6], Sonda 2[7], Jak to działa? (program telewizyjny)[8]
- Tok FM - Radiowa Akademia Nauk[9], Człowiek 2.0[10]
- Chillizet -  Monocykl - najlepszy środek transportu?[11]

## Realizacja projektów popularyzatorskich
- BRITE-TV[12] - autorski serial dokumentalny oraz popularnonaukowy opisujący realizację projektu budowę pieszych polskich satelitów naukowych Lem (satelita) oraz Heweliusz (satelita).
- Inżynieriada[13] - autorski serial popularnonaukowy opisujący zganienia związane z inżynierią (w szczególności komiczną). Część odcinków dokumentuje postępy prac w projekcie HyperSat.
- CANduino[14] - autorska platforma balonowa do eksperymentów w stratosferze realizowanych przez uczniów oraz studentów.
- FameLab[15] - zwycięzca (rok 2013) konkursu popularnonaukowego FameLab.
- European Rover Challenge - członek jury konkursu europejskich łazików marsjańskich.
- AstroBot[16] - członek jury w konkursie budowy robotów przez uczniów szkolnych.
- Akademia Misia Haribo[17] - współautor konkursu dla przedszkolaków organizowanego przez firmę Haribo.
- Pan Stanisław[18] - współorganizator projektu Pan Stanisław, czyli projektu satelity budowanego przez uczniów gimnazjum.
- Polska Szkoła Inżynierii Kosmicznej[19] - autor i kierownik projektu budowy kapsuł stratosferycznych przez uczniów gimnazjów oraz techników. Projekt finansowany ze środków Fundacja na rzecz Nauki Polskiej